# Acanthocyclops fontinalis
Acanthocyclops fontinalis is een eenoogkreeftjessoort uit de familie van de Cyclopidae. De wetenschappelijke naam van de soort is voor het eerst geldig gepubliceerd in 1969 door Naidenov.